# Saint-Appolinard (Isère)
Saint-Appolinard é uma comuna francesa na região administrativa de Auvérnia-Ródano-Alpes, no departamento de Isère. Estende-se por uma área de 10,76 km². Em 2010 a comuna tinha 417 habitantes (densidade: 38,8 hab./km²).